# Eudaphaenura catalai
Eudaphaenura catalai är en fjärilsart som beskrevs av Pierre E.L. Viette 1954. Eudaphaenura catalai ingår i släktet Eudaphaenura och familjen nattflyn. Inga underarter finns listade i Catalogue of Life.